# Cyclopes xinguensis
Cyclopes xinguensis is een zoogdier uit de familie van de dwergmiereneters (Cyclopedidae). De dieren komen voor in het zuidelijke Amazonegebied in Brazilië . De wetenschappelijke naam van de soort werd in 2017 geïntroduceerd door Miranda et al., nadat uit genetisch en morfologisch onderzoek bleek dat het verschilde van de tot dan toe erkende gewone dwergmiereneter (C. didactylus).

## Kenmerken
Informatie over de lichaamslengte en het gewicht zijn niet beschikbaar voor deze soort. Zoals bij alle dwergmiereneters is de staart langer dan de rest van het lichaam en fungeert het als een grijporgaan. Een grijsachtige tot gelige tint overheerst op de rug, terwijl de buik lichtgeel van kleur is. De poten en staart zijn overwegend grijs. Op de rug heeft het een duidelijke donkere streep, op de buik daarentegen is de streep een stuk minder opvallend. Qua uiterlijk lijkt de soort enigszins op Cyclopes ida uit het westelijke Amazonegebied, die soort mist echter grotendeels de strepen op de buik en rug en is grijzer van kleur.

## Voorkomen
Cyclopes xinguensis komt alleen voor in Zuid-Amerika. Het verspreidingsgebied ligt in het zuidelijke Amazonegebied van Brazilië. Het komt voor tussen de Rio Xingu, waarnaar hij vernoemd is, en de Rio Madeira. In het noorden is de verspreiding begrensd door de Amazone-rivier.

## Taxonomie
C. xinguensis werd voor het eerst wetenschappelijk beschreven in 2017 door Miranda et al. Tot die tijd werden deze populaties tot de gewone dwergmiereneter (C. didactylus) gerekend. Na intensieve moleculair genetische en morfologische studies naar de dwergmiereneters, werd C. xinguensis in 2017 als nieuwe soort beschreven. In dit onderzoek werden in totaal zeven soorten binnen het geslacht Cyclopes geïdentificeerd, terwijl er voorheen maar één werd erkend (C. didactylus).